# فورت داگلاس
فورت داگلاس (انگلیسی: Fort Douglas) یک شهر تاریخی است که در سال 1862 در طی جنگ داخلی آمریکا تأسیس شده‌است. بخش کوچکی از قلعه اصلی هنوز از سوی ارتش ایالات متحده استفاده می‌شود و شامل موزه نظامی فورت داگلاس می‌شود.